# Gomphandra crassipes
Gomphandra crassipes är en järneksväxtart som beskrevs av Maxwell Tylden Masters. Gomphandra crassipes ingår i släktet Gomphandra och familjen Stemonuraceae. Inga underarter finns listade i Catalogue of Life.